# F·R·利维斯
F·R·利维斯（英語：Frank Raymond "F. R." Leavis，1895年7月14日—1978年4月14日）是一位英国20世纪前中期的文学批评家，先后执教于剑桥大学唐宁学院和約克大學。